# Rádio Globo Teresina
Rádio Globo Teresina foi uma emissora de rádio brasileira instalada na cidade de Teresina, capital do Estado do Piauí. A emissora era sintonizada na AM 700 e fazia parte do Sistema de Comunicação Prof. Valter Alencar, sendo afiliada à Rádio Globo.

## História
Entrou no ar às 8h da manhã do dia 31 de janeiro de 1960, enquanto milhares de pessoas esperavam ansiosas um novo som da rádio. A festa de inauguração começou nos transmissores com a presença de várias autoridades e um grande número de convidados. Naquela hora e o dia, os dois transmissores foram acionados pelo governador do Piauí, o Dr. Francisco das Chagas Caldas Rodrigues e o Prefeito da Capital, Petrônio Portela e em seguida, ouviu-se então a primeira voz ser escutada pela Rádio Clube que ficou bastante conhecida em toda a região, que era dinâmica, rápida e muito comunicativa do grande locutor piauiense Conrado de Oliveira, que transmitia de lá dos transmissores a solenidade de inauguração de sua Rádio Clube de Teresina, dizendo:
ZYG 21 - ZYG 22, Rádio Clube de Teresina, no ar a partir deste momento. Senhoras e senhores, após cortadas as fitas simbólicas dos nossos transmissores, passaremos a falar diretamente dos nossos estúdios, localizados no primeiro andar do Edifício Freitas, na Rua barroso, nºs 75/Sul, com os nossos companheiros Antônio Cruz, Djalmir Gomes, Pedro Ribeiro, Jim Borralho Boavista, Jackson Moreira e toda a equipe, além deste amigo que vos fala, Conrado de Oliveira.
A Rádio Clube teve como figuras de destaque na luta pela sua fundação: José Anchieta Santos Correia, Raimundo Bacelar, Nogueira Filho, Jorge Chaib, Walter Alencar, Leonildes Alves da Silva Filho, Benedito Raimundo Alves Pereira, Maria Genoveva de Aguiar Morais Correia, Lauro de Andrade Correia, Pedro Borges da Silva Filho, Maria Regina Borges, Maria do Amparo Ferreira Alencar, Teresinha Omatti Chaib, Jim Borralho Boavista, Mauro Bezerra, José da Costa Sobrinho, Luis de Carvalho e outros.
Foi a partir dessa data que, a cada 31 de janeiro, se comemorava o aniversário daquela que viria a tornar-se após longos anos de experiência, a "Emissora do Povo", slogan que se deve ao não menos conhecido locutor e noticiarista Gilson Gonçalves, radialista profissional que passou pela casa nos anos 70, natural do Estado da Paraíba.
O primeiro transmissor de Ondas Médias, que operava em 1430 kHz sob o prefixo ZYG 21, foi ligado pelo prefeito da capital, Petrônio Portela. Por volta de 1975, a emissora se transferiu para 700 kHz e ZYI 890, respectivamente.
O transmissor de Ondas Tropicais de 90 Metros, de prefixo ZYG 22, na frequência de 3385 kHz, foi desativado em setembro de 1983 por motivos superiores.
Em 18 de dezembro de 2008, a Rádio Clube se afiliou à Rádio Globo, passando a se chamar Rádio Globo Teresina. Foi o retorno da rede ao Piauí após o fim da parceria com a Meio Norte AM 570, ocorrida meses antes.
Em 3 de maio de 2018, é assinado termo aditivo para migração da emissora para o FM. No fim do ano, é confirmado que um novo projeto iria assumir a frequência FM, a Top FM dos Diários Associados.
Em 26 de abril de 2019, já nos últimos dias de transmissão no AM 700, a equipe esportiva apresentou o último programa Zona Mista, falando das histórias desde quando a emissora era afiliada a Rede Jovem Pan SAT e também sobre a migração da emissora para o FM 90.9 MHz, com uma outra programação; ao fim do programa, eles se despediram convidando os ouvintes para acompanhar a equipe na Rádio Capital AM 1050, que prepara sua migração para o FM. No dia 30 de abril, foi ao ar o último Café das Seis local, transmitido em parte também pela FM Clube, com a participação de todos os comunicadores da emissora. Por volta das 22 horas do mesmo dia, a emissora encerra suas transmissões.